# 奥尔邦
奥尔邦（法語：Orban，法語發音：[ɔʁbɑ̃]）是法国奥克西塔尼大区塔恩省的一个市镇，属于阿尔比区。

## 地理
奥尔邦（43°50'33"N, 2°5'0"E）面积8.76 平方千米，位于法国奧克西塔尼大區塔恩省，该省份为法国南部内陆省份，北起顺时针与阿韦龙省、埃罗省、奥德省、上加龙省和塔恩-加龙省接壤。
与奥尔邦接壤的市镇（或旧市镇、城区）包括：费诺勒、拉斯格赖斯、隆贝尔、普朗普佐尔、雪拉克。

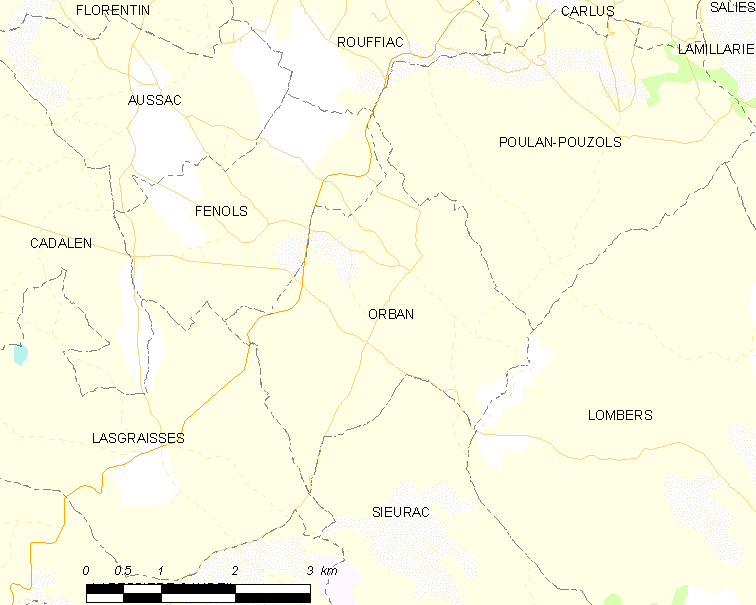
奥尔邦的OSM定位图

奥尔邦的时区为UTC+01:00、UTC+02:00（夏令时）。

## 行政
奥尔邦的邮政编码为81120，INSEE市镇编码为81198。

## 政治
奥尔邦所属的省级选区为上达杜县。

## 人口

1962-2008年间奥尔邦人口变化图示

奥尔邦于2022年1月1日时的人口数量为337人。